# Terzetto pour deux violons et alto
Le Terzetto en ut majeur pour deux violons et alto, opus 74, B.148, composé du 7 au 14 janvier 1887 par Antonín Dvořák pour faire plaisir à deux de ses amis, s’inscrit dans la droite ligne des sommets de la musique de chambre du compositeur tchèque. Ce dernier tenait lui-même la partie d’alto (comme Mozart jadis) ; et Pierre-Emmanuel Barbier parle, à propos des violons que l’alto accompagne parfois « comme la main gauche d’un clavier imaginaire », d’un « ravissement que les amateurs n’avaient pas éprouvé depuis les duos de Haydn et de Mozart ». Dans le scherzo central, un subtil échange de nuances évoque l’ombre de Schubert. L'œuvre a été créée par Jan Buchal, juriste, Jaroslav Stastny, docteur en médecine, et à l'alto, Dvořák en personne.

## Structure
4 mouvements :
1. Introduzione e allegro
2. Larghetto
3. Scherzo
4. Tema con variazioni.

Durée : 20 minutes environ.